# Charlotte Rae
Pour les articles homonymes, voir Rae.
Charlotte Rae Lubotsky, dite Charlotte Rae, est une actrice américaine née le 22 avril 1926 à Milwaukee dans le Wisconsin (États-Unis) et morte le 5 août 2018 à Los Angeles (Californie).

## Biographie
Charlotte Rae est principalement connue pour son rôle d'Edna Garrett dans les séries Arnold et Willy et Drôle de vie.

### Mort
Charlotte Rae est morte d'un cancer des os le 5 août 2018 à Los Angeles (Californie).

## Filmographie

### Cinéma
- 1969 : Hello Down There de Jack Arnold : Myrtle Ruth
- 1970 : Jenny (en) de George Bloomfield : Bella Star
- 1971 : Bananas de Woody Allen : Mrs. Mellish
- 1972 : Les Quatre Malfrats (The Hot Rock) : Ma Murch
- 1977 : Sidewinder 1 : Mrs. Holt
- 1978 : A Different Approach'
- 1978 : Rabbit Test : cousine Claire
- 1979 : Hair de Miloš Forman : Lady in Pink
- 1992 : Tom et Jerry, le film (Tom and Jerry: The Movie) : tante Pristine Figg (voix)
- 1993 : Thunder in Paradise (vidéo) : Lola Miller
- 1997 : Nowhere : Fortune Teller
- 2000 : The Tangerine Bear: Home in Time for Christmas : Mrs. Caruthers
- 2008 : Rien que pour vos cheveux (You Don't Mess with the Zohan) : Mrs. Greenhouse
- 2008 : Christmas Cottage : Vesta

### Télévision

#### Années 1950
- 1954 : The United States Steel Hour (en) (série télévisée) : Ramona
- 1955 et 1958 : The Phil Silvers Show (série télévisée) : Flossie / Mrs. Whitney

#### Années 1960
- 1961 : Way Out (série télévisée) : Hazel Atterbury
- 1961-1963 : Car 54, Where Are You? (série télévisée) : Sylvia Schnauser
- 1964 : Les Accusés (The Defenders) (série télévisée) : Mrs. Abeles
- 1966 : The Journey of the Fifth Horse (téléfilm) : Terentievna

#### Années 1970
- 1971-1972 : 1, rue Sésame (série télévisée) : Molly
- 1972 : McMillan (série télévisée) (McMillan & Wife) (série télévisée) : Mrs. Drake
- 1974 : Good Times (série télévisée) : Mrs. Rogers
- 1974 : In Fashion (téléfilm) : Madame Aigreville
- 1975 : Hot L. Baltimore (série télévisée) : Mrs. Bellotti
- 1975 : Phyllis (série télévisée) : Shirley
- 1975 : Queen of the Stardust Ballroom (téléfilm) : Helen
- 1976 : Barney Miller (série télévisée) : Mrs. Rebecca Sobel
- 1976 : Alf's Fair (série télévisée) : Madge
- 1977 : Our Town (téléfilm) : Mrs. Soames
- 1978 : Family (série télévisée) : Nurse Rondo
- 1978, 1979, 1980 et 1984 : Arnold et Willy (Diff'rent Strokes) (série télévisée) : Edna Garrett
- 1979 : Embarquement immédiat (Flying High) (série télévisée) : une femme
- 1979 : The Triangle Factory Fire Scandal (téléfilm) : Bessie
- 1979 : Beanes of Boston (téléfilm) : Mrs. Slocombe
- 1979-1986 : Drôle de vie (Facts of Life) (série télévisée) : Edna Garrett

#### Années 1980
- 1982 : The Facts of Life goes to Paris (téléfilm) : Edna Garrett
- 1982, 1983 et 1985 : La croisière s'amuse (The Love Boat) (série TV) : Milly Brown / Ellen Van Bowe
- 1985 : Words by Heart (téléfilm) : Mary Tom Chism
- 1986 : Amandine Malabul (en) (The Worst Witch) (téléfilm) : Miss Cackle / Agatha
- 1987 : St. Elsewhere (série TV) : Proud Mary
- 1987 : Arabesque (Murder She Wrote) (série TV) : Nettie Harper
- 1989 : 227 (Série TV) : Millie McMillan

#### Années 1990
- 1991 : Ici bébé (Baby Talk) (série TV) : tante Beverly
- 1994 : Caraïbes offshore (Thunder in Paradise) (série TV) : Lola
- 1994-1995 : Les Sœurs Reed (Sisters) (série TV) : Mrs. Gump
- 1996 : Les Incroyables Pouvoirs d'Alex (The Secret World of Alex Mack) (série TV) : la mère de Dave
- 1997-1998 : Les 101 Dalmatiens, la série (série TV) : Nanny (voix)
- 1999 : Mon combat pour la vérité (Crime in Connecticut: The Story of Alex Kelly) (téléfilm)

#### Années 2000
- 2000 : Diagnostic : Meurtre (Diagnosis Murder) (série TV) : Estelle
- 2000 : La meilleure amie de sa maîtresse (Another Woman's Husband) (téléfilm)
- 2001 : The Facts of Life Reunion (téléfilm) : Edna Garrett
- 2004 : La Vie avant tout (série TV) : Maude
- 2005 : Un gars du Queens (The king of Queens) (série TV) : Betty
- 2008 : Urgences (ER) (série TV) : Roxanne Gaines
- 2009 : Life (série TV) : Mary Ford

#### Années 2010
- 2011 : Pretty Little Liars (série TV)

## Jeu vidéo
- 2010 : Red Dead Redemption : piétonne/personnage en arrière-plan